# Pierre du Tertre
Pierre du Tertre fue el secretario del rey Carlos II de Navarra detenido y ejecutado por el rey Carlos V de Francia el 21 de junio de 1378 junto con Jacques de Rue.

Normandía hacia el siglo XII

## Presentación
Hombre de confianza del rey de Navarra, Carlos II, era depositario de sus pensamientos más secretos. Tras la detención de Jacques de Rue y soncarle algunos secretos y mensajes que portaba, el rey Carlos V de Francia hizo llamar al infante Carlos que iba acompañado de un amplio séquito, entre ellos Fernando de Ayanz comandante en Normandía del rey Carlos II de Navarra. El rey francés aprovechó la detención de ambos para exigir la entrega de varias plazas fuertes bajo dominio navarro. Con todo fueron varias las que mostraron resistencia: Gavray, Pont-Audemer, Mortain y Bernay. En todas ellas había capitanes o guarniciones navarras.
El 19 de abril de 1378, Pierre du Tertre fue arrestado en la torre de Bernay en posesión de documentos sumamente comprometedores para el rey de Navarra y para él mismo, entre otras cosas, «una curiosa clave para la correspondencia secreta de Carlos II.» A pesar de la escritura codificada, fue posible descifrar los mensajes. Entre ellas se encontraba una carta dirigida por Pierre du Tertre al capitán de Beaumont-le-Roger, animándole a luchar hasta la muerte si era necesario. El segundo documento fue una copia del Tratado de Clarendon firmado en 1370.
Pierre du Tertre fue conducido a la prisión del Temple donde diariamente fue torturado (entre el 25 de mayo y el 5 de junio), confirmó las confesiones hechas por Jacques de Rue sobre las negociaciones realizadas por el rey de Navarra con Inglaterra, pero declaró que ignoraba los complots relativos a los dos intentos de asesinato del persona de Carlos V de Francia.
El 16 de junio de 1378, comparece ante la Gran Cámara del Parlamento con Jacques de Rue y algunos cómplices del rey de Navarra. Fue condenado a muerte y decapitado en Les Halles. Al igual que Jacques de Rue, su cabeza fue plantada en una pica en la horca de Montfaucon. Los brazos y piernas fueron exhibidos en ocho horcas instaladas en las puertas principales de París.
Con este comportamiento el rey francés buscaba demostrar tanto la culpabilidad de los acusados como el derecho que le asistía en recuperar las tierras y castillos del rey de Navarra. Tenía bajo su control a tres de los hijos del navarro y la confiscación la disfrazó bajo el pretexto de «constituirse en guardián de la herencia de sus sobrinos.»